# El Gamal

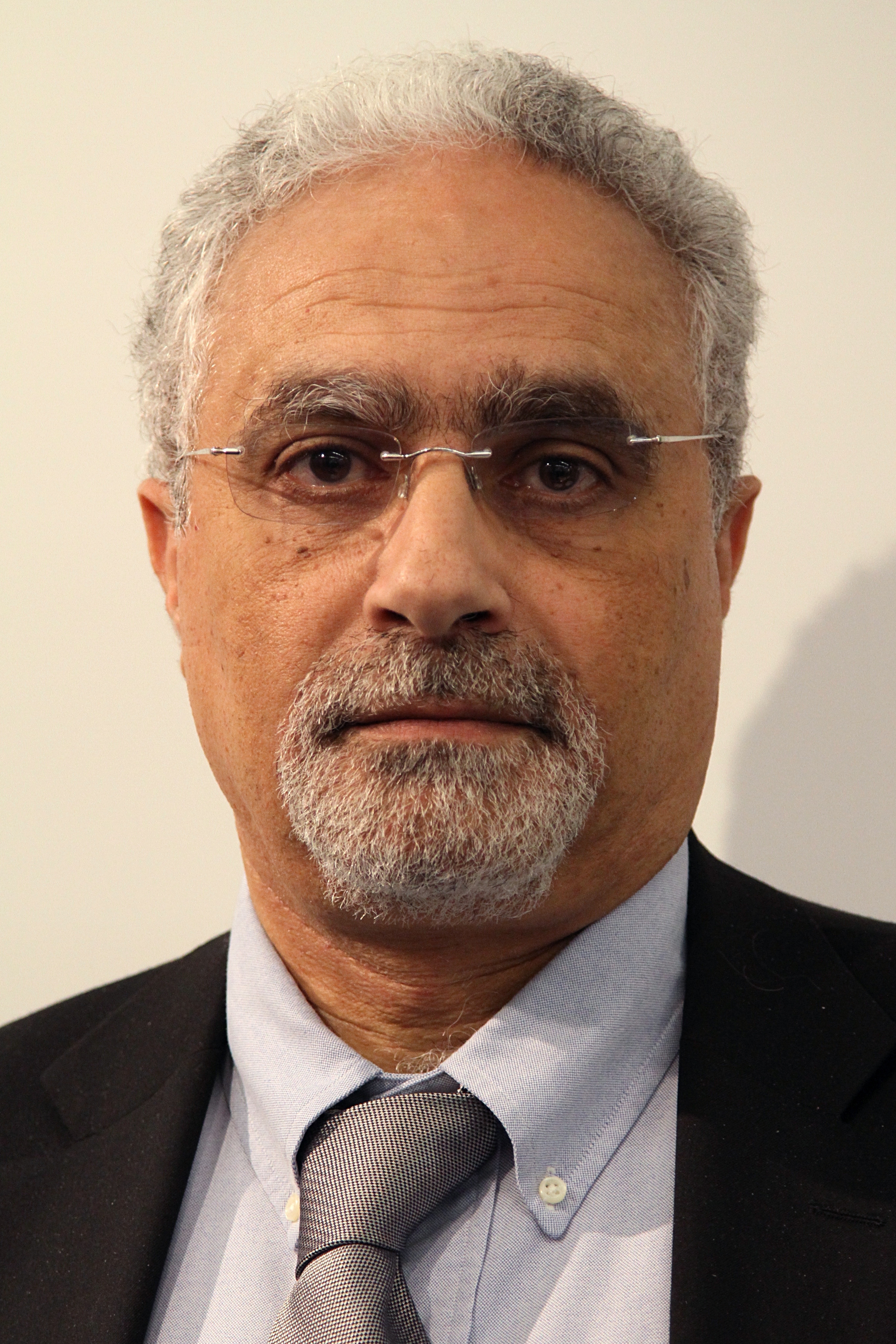
Taher Elgamal é um renomado criptógrafo e cientista da computação egípcio-americano, amplamente reconhecido como o "pai do SSL" (Secure Sockets Layer). Ele propôs o algoritmo ElGamal, usado em sistemas de criptografia e assinatura digital.

ElGamal, em criptografia, é um sistema com o uso de chaves assimétricas criado pelo estudioso da criptografia egípcio Taher Elgamal em 1985. Sua segurança se baseia na dificuldade de solução que o problema do logaritmo discreto pode apresentar. O ElGamal é uma cifra híbrida e nele podemos combinar os pontos fortes da criptografia simétrica com os pontos fortes da criptografia assimétrica (de chave pública). Na verdade, a cifra é simétrica, mas usa um mecanismo público de acordo de chaves (geralmente Diffie-Hellman). 